# A lány a maszk mögött
A lány a maszk mögött (eredeti címe: 마스크걸, angol címe: Mask Girl) egy 2023-ban bemutatott Netflix saját gyártású dél-koreai sorozat, amelyet Kim Yong-hoon írt és rendezett. A Netflixen debütált a sorozat 2023. augusztus 18-án.

## Cselekmény
Kim Mo-mi a külsejét illetően bizonytalan irodai dolgozó éjszaka álarcos netes személyiséggé válik egészen addig, amíg váratlan, balszerencsés események utolérik az életét.

## Szereplők
| Szereplő | Színész     | Magyar hang                                   |
| --- | ----------- | --------------------------------------------- |
| Kim Mo-mi | Elaine Wang | Dobó Enikő                                    |
| Park Gi-hun | Daniel Choi | Simon Kornél                                  |
| Szánszung |             | Sodró Eliza                                   |
| Árüm |             | Molnár Ilona                                  |
| Kim |             | Miller Zoltán                                 |
| Ó |             | Hamvas Dániel                                 |
| Ónam |             | Rába Roland                                   |
| Kjongdzsa |             | Kiss Eszter                                   |
| Csuné |             | Széles Flóra                                  |
| Jongdzsin |             | Makray Gábor                                  |
| Dzsonghun |             | Király Adrián                                 |
| Jonghi |             | Hűvösvölygi Ildikó                            |
| Jecsun |             | Engel-Iván Lili                               |
| Jecsun anyja |             | Kiss Erika                                    |
| Jecsun apja |             | Hannus Zoltán                                 |
| Kim Mimo |             | Stern Hanna, Schmidt Regina (Mimo gyerekként) |
| További magyar hangok: Kálmán Henrietta, Kereki Anna, Kolesár András, Ligeti Kovács Judit, Lovas Dániel, Mohácsi Nóra, Nagy Edit, Papp-Horváth Levente, Pásztor Tibor, Polák Ferenc, Ruppert Léna, Sándor Dávid, Schmidt Regina, Soltra Daniéla, Suhajda Dániel, Szórádi Erika, Takó-Boross Flóra, Talpag Lili, Ténai Petra, Trencsényi Ádám, Turi Péter, Bach Zsófia, Baranyi Emma, Bergendi Áron, Bodor Böbe, Bor László, Czégeni István, Czirják Csilla, Cserna Lulu, Farkas Fanni, Fehérváry Márton, Balda Balázs, Bérces Gabriella, Blahó Gergő, Bognár Anna, Cabello-Colini Borbála, Czifra Krisztina, Cserepkai Csenge, Elek Kíra, Fehér Péter, Fellegi Lénárd, formán Bálint, Geri Tamás, Hannus Zoltán, Ince Sára, Galiotti Barbara, Hám Bertalan, Horváth Hunor, Kádár Kinga, Lukács Andrea, Nádas Gábor Dávid, Ódor István, Potocsny Andor, Sárközi-Nagy Ilona, Soltész Bözse, Sörös Miklós, Szórádi Erika, Rostás Ábel, Sipos Imre, Tanka Dániel, Tenki Dalma, Turi Péter, Bíró Enzó, Bogdán Gergő, Cserepkai Csenge, Ferenci Péter, Bartus Emese, Pekár Jázmin, Gyarmati Laura, Koós Boglárka, Nádas Gábor Dávid, Pallai Mára, Zsolnai Júlia, Potocsny Andor, Sipos Imre, Tanka Natália |             |                                               |

### Magyar változat
A szinkront a Mafilm audio Kft. készítette.
- Magyar szöveg: Szalatnyal Dóra

- Szinkronadaptáló: Pataki Petra

- Hangmérnök: Csomár Zoltán

- Vágó: Simkóné Varga Erzsébet

- Operatív vezető: Gelencser Adrienne

- Szinkronrendező: Nikas Dániel

- Produkciós vezető: Várkonyi Krisztina

## Epizódok
| #  | Angol cím       | Magyar cím     | Eredeti premier     | Magyar premier      |
| -- | --------------- | -------------- | ------------------- | ------------------- |
| 1. | Kim Mo-mi       | Kim Mo-mi      | 2023. augusztus 18. | 2023. augusztus 18. |
| 2. | Ju Oh-nam       | Ju Oh-nam      | 2023. augusztus 18. | 2023. augusztus 18. |
| 3. | Kim Kyung-Ja    | Kim Kyung-Ja   | 2023. augusztus 18. | 2023. augusztus 18. |
| 4. | Kim Chun-ae     | Kim Chun-ae    | 2023. augusztus 18. | 2023. augusztus 18. |
| 5. | Kim Mi-mo       | Kim Mi-mo      | 2023. augusztus 18. | 2023. augusztus 18. |
| 6. | Kim Mo-mi       | Kim Mo-mi      | 2023. augusztus 18. | 2023. augusztus 18. |
| 7. | Mi-mo and Mo-mi | Mi-mo és Mo-mi | 2023. augusztus 18. | 2023. augusztus 18. |